# 2007년 러시아-벨라루스 에너지 분쟁

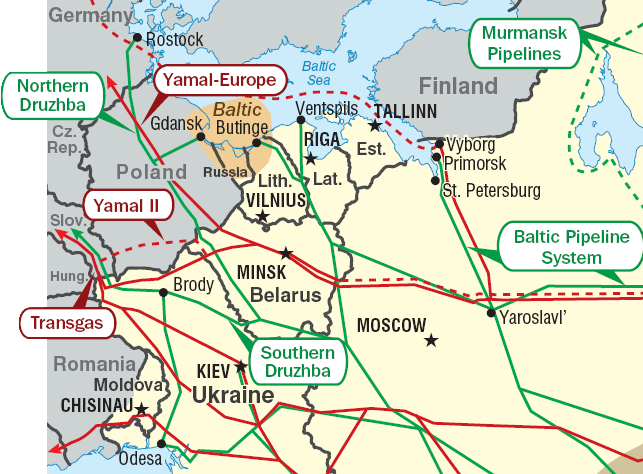
러시아부터 벨라루스를 거쳐 다른 유럽 국가로 이어지는 드루즈바 파이프라인.

러시아-벨라루스 에너지 분쟁은 러시아의 국영 천연가스 공급사인 가스프롬이 러시아의 우방국이자 연맹을 형성하고 있는 벨라루스에게 가스 가격을 인상할 것을 요구하면서 시작되었다. 2007년 1월 8일 벨라루스가 합의 없이 석유를 다른 관으로 빼내는 것을 이유로 러시아의 국영기업 트랜스네프트가 벨라루스를 지나는 드루즈바 파이프라인으로의 석유 공급을 중단하면서 분쟁이 격화되었다.
 1월 10일, 비록 협상 과정에서 두 국가의 의견 충돌이 있었지만, 벨라루스의 관세 폐지와 맞물려, 트랜스네프트는 벨라루스로의 석유 공급을 재개했다.
드루즈바 파이프라인은 세계에서 가장 길며, 독일의 석유 소모량의 20% 가량을 공급하고 있다. 드루즈바 파이프라인은 폴란드, 우크라이나, 슬로바키아, 체코, 헝가리와도 연결되어 있다.

## 배경

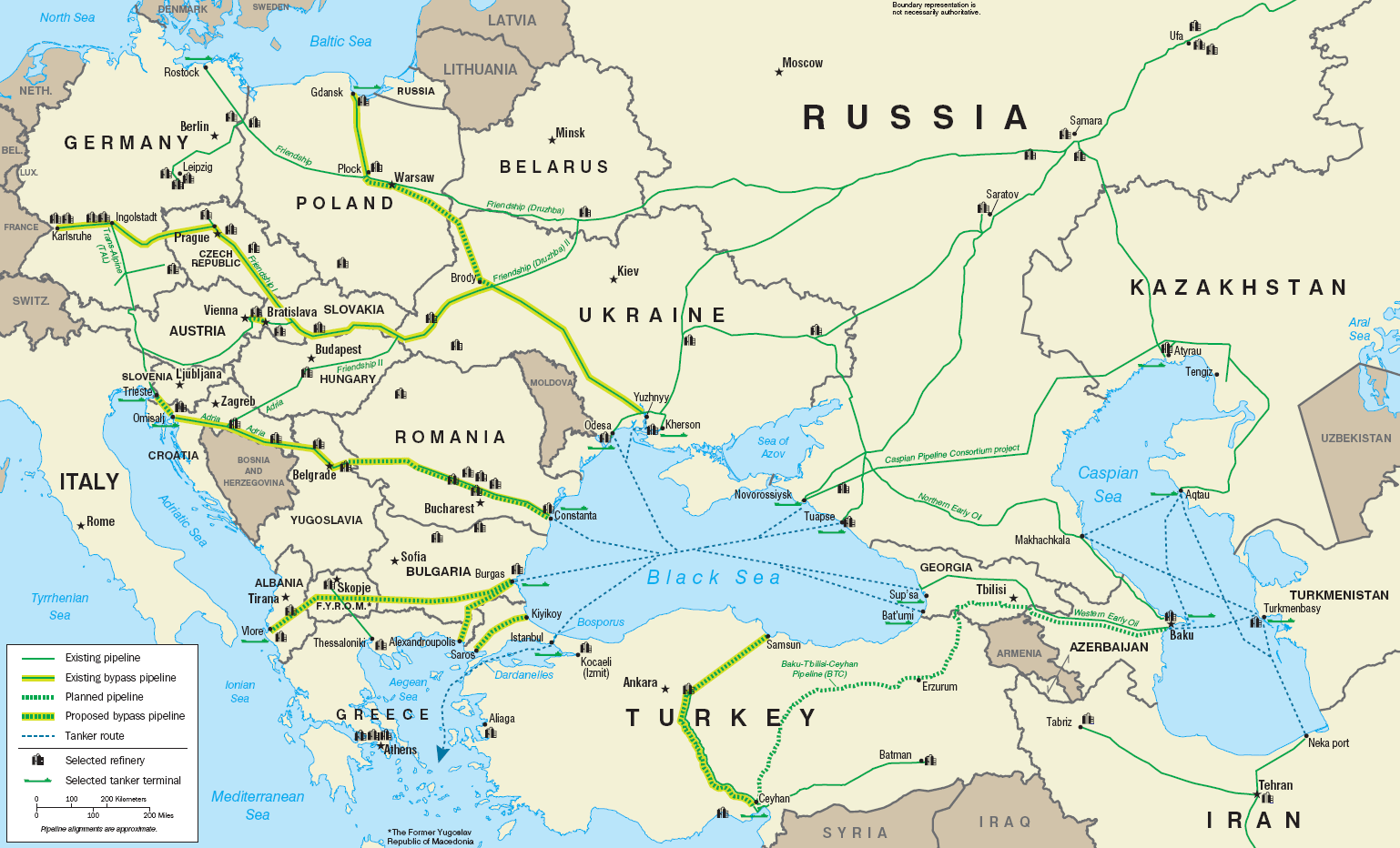
유럽과 서북아시아의 석유 파이프라인.

과거 소련의 구성국의 가스 가격은 다른 국가에 비해 현저히 낮았다. 2006년 기준, 독일이 1000 m³당 $290를 낸 것에 비해, 벨라루스는 1000 m³당 $46를 냈다. 2007년 1월 9일 블라디미르 푸틴 러시아 대통령이 밝힌 바에 따르면, 러시아가 매년 벨라루스에 지급하는 보조금은 약 40억 달러 (4조 8100억 원) 정도이다. 2006년 러시아가 2007년부터 도입할 가스 인상안을 발표한 후, 벨라루스 대통령 알렉산드르 루카셴코가 인상안 및 새 조약 체결을 거부하였으며, 이에 따라 가스프롬은 2007년 1월 1일 10:00(MSK)부터 가스 공급을 중단하겠다고 위협하였다. 러시아와 벨라루스는 최종적으로 다음 협의안에 동의하였다.
- 러시아가 벨라루스에게 판매하는 가스의 가격을 (가스프롬의 최초 요구인 1000 m³당 $200보다 감소한) 1000 m³당 $100로 결정.
- 벨라루스가 가스프롬에게 자국의 가스 공급사 벨트랜스가스의 지분 50% 가량을 25억 달러(3조 120억 원)에 매각.[7]
- 벨라루스의 가스 가격을 점진적으로 인상하여 2011년 경 유럽 가격과 같아지게끔 조정.
- 벨라루스의 러시아 가스 통과 요금을 70% 정도로 인상.[8]

에너지 분쟁은 석유를 두고도 발생했다. 1995년 러시아와 벨라루스는 벨라루스로 수출되는 석유에 관세를 부여하지 않고, 대가로서 벨라루스에서 공정하는 석유 수익의 85%를 러시아가 가져가기로 하였다. 2001년 벨라루스는 일방적으로 합의를 파기하였으나, 러시아는 무관세 석유 수출을 계속하였다. 벨라루스는 석유 처리 수익을 전부 얻고, 러시아 기업들은 공정 시설을 벨라루스로 옮겼다. 이로 인해 러시아는 매년 몇십억 달러의 손실을 봤다. 벨라루스가 드루즈바 파이프라인에 흐르는 석유에 톤당 $45의 관세를 부여하자, 러시아는 이 결정이 국제 관행을 어겼으며 무역 합의와 충돌하기 때문에 불법이며 보복하겠다고 위협하였다. 국제적으로 수입이나 수출되는 상품만 관세의 영향을 받고, 통과하는 상품은 관세의 대상이 아닌 것으로 본다는 점을 내세우며, 러시아는 벨라루스가 주장한 새 관세 납부를 거부하였다.
이에 대한 대응으로서 벨라루스는 파이프라인에서 석유를 빼내기 시작하였다. 러시아의 파이프라인 독점 기업 트랜스네프트의 사장 세묜 바이시토크에 따르면, 벨라루스가 1월 6일부터 빼낸 석유의 양은 79,900 톤으로, 아무에게도 경고하지 않고 불법적인 행위를 저질렀다고 밝혔다. 러시아는 1월 8일, 이에 대한 대응으로 석유 공급을 중단했다.
1월 9일 안드레이 코뱌코프 부총리를 중심으로 한 벨라루스 사절단이 해결책을 마련하기 위해 모스크바로 향했지만 도착 직후에는 협상을 시작하지도 못했다.
1월 10일 벨라루스 정부는 관세를 철회했으며, 러시아가 협상 시작에 동의하였다. 석유 공급은 1월 11일 05:30(GMT)에 재개되었다. 분쟁 이후 가스프롬은 벨라루스 파이프라인 운영사 벨트랜스가스의 지분 50%를 25억 달러에 확보했다.

## 2007년 8월 분쟁
기존 합의 위반 주장과 협상 실패로 인해, 2007년 8월 1일 가스프롬은 부채 4억 5600만 달러를 이유로 벨라루스로 가는 가스를 45% 수준으로 줄이겠다고 발표하였다. 이어진 협상에서 벨라루스는 부채를 상환할 시간을 늘려 줄 것을 요구했다. 이 분쟁은 유럽의 가스 공급에는 영향을 주지 않을 것으로 보이긴 하지만, 유럽 집행위원회는 이 상황을 '매우 심각하게' 주시하고 있다고 밝혔다. 모스크바에서 새벽 내내 이어진 협상 끝에, 8월 3일 벨라루스는 부채 1억 9000만 달러를 상환하였으며, 일주일 내에 남은 부채를 상환하지 않으면 가스 공급량을 30% 줄일 것이라는 요구를 받았다.
8월 8일 벨라루스는 부채 4억 6000만 달러를 모두 상환하였으며, 8월 분쟁이 막을 내리게 되었다.

## 관련 분쟁
러시아와 벨라루스 간 분쟁은 2005년 이후부터 계속된 러시아와 다른 국가 간의 분쟁과 유사하다. 분쟁의 결과로 몰도바(1000 m³당 $170), 조지아(1000 m³당 $235), 우크라이나(2006년 러시아-우크라이나 가스 분쟁으로 인해 유럽 가스 공급이 4일간 차단)의 가스 가격은 인상되었으며, 아제르바이잔은 러시아로의 석유 수출을 중단했다.
2006년 7월 29일 러시아는 벨라루스와 리투아니아 파이프라인이 분기하는 지점인 브랸스크주에서 석유 유출 사고가 일어난 후, 리투아니아의 오를렌 리에투바 정유 시설로의 석유 수출을 중단했으며, 트랜스네프트는 수리에 1년 9개월이 걸린다고 밝혔다. 러시아는 기술적인 문제로 수추를 중단했다고 밝혔지만, 리투아니아는 정유 시설이 폴란드 기업 PKN 올렌에게 매각된 것을 이유로 중단한 것이라고 주장하고 있다.

## 영향
국제 에너지 기구의 석유 수입국은 모두 수입량 기준 90일 분의 비상 석유 비축분을 보유할 것을 법적으로 규정하게 되었다. 또한, 유럽 연합 규정에 따라 이미 사용량 기준 90일 분의 비상 비축분을 보유할 의무가 규정되어 있었기 때문에, 2006년 러시아-우크라이나 가스 분쟁과 달리, 유럽의 소비에는 영향이 가지 않았다. 폴란드는 80일 분의 비축분이 있었으며, 체코는 100일 분의 비축분을 사용했다. 국제 유가 또한 큰 영향이 없었지만, 분쟁에 영향을 받았던 국가들은 러시아-벨라루스 파이프라인과 중간 공급자로서의 벨라루스의 신뢰성에 대해서 의문을 제기했다.
분쟁으로 인해, 독일에서는 정부의 탈원전 정책에 대한 새 논의가 열리기도 했다.

## 반응
에너지 장관 대변인 안드리스 피에발크스에 따르면, 유럽 연합은 "빠르고 상세한" 설명을 요구하였다.
폴란드의 에너지 차관 피오트르 나임스키는 "과거 소련 구성국의 공급자-운송자 관계 사이의 분쟁은 우리 시선에서는 믿음직스럽지 못하게 보인다는 것을 다시금 보여준다"고 말했다.
독일 경제 장관 미하엘 글로스는 이 분쟁이 "한 쪽으로의 의존성이 발전하지 못하게 해야 한다"는 것을 보여준다고 말했다.
유럽 집행위원회 회장 조제 마누엘 두랑 바호주와 독일 총리 앙겔라 메르켈의 베를린 회담에서 메르켈은 "이러한 행위에 대한 정식 회담이 없다는 것을 받아들일 수 없다"고 말하며, 에너지 안보의 신뢰도의 중요성을 역설하며 "이러한 행위가 신뢰를 파괴하고, 방해받지 않는 협력이 이러한 상황에서 만들어질 수 없다"고 하였다. 또한, "러시아와 벨라루스 모두에게 문제가 있을 때 이러한 협의를 최소한으로 하는 것이, 유럽 연합 내부에서처럼 정상적인 것이 되어야 한다고 생각한다"고 밝혔다. 바호주는 사전 협의 없이 이러한 분쟁이 발발한 것에 대해 "공급에 직접적인 문제는 없지만, 받아들일 수 없다"고 하였다.

## 같이 보기
- 러시아-벨라루스 관계
- 2004년 러시아-벨라루스 에너지 분쟁
- 러시아-우크라이나 가스 분쟁
- 노르트스트림 (중간 국가를 경유하지 않는 것이 목적인 해저 파이프라인[31])
- 우유 전쟁